# Каюрово (Большесельский район)
Каюрово — деревня в Вареговском сельском поселении Большесельского района Ярославской области.

## Население
По данным статистического сборника «Сельские населенные пункты Ярославской области на 1 января 2007 года», в деревне Каюрово проживает 32 человека.